# Carl Jakob Sundevall
Carl Jakob Sundevall (Högestad, 22 ottobre 1801 – Stoccolma, 2 febbraio 1875) è stato uno zoologo, ornitologo e aracnologo svedese.

## Biografia
Laureato in filosofia a Lund nel 1823, divenne docente di economia nel 1826 e dopo un viaggio nel sudest asiatico conseguì il dottorato in medicina nel 1830.
Assunto dallo Swedish Museum of Natural History di Stoccolma nel 1833 ne curò la sezione relativa ai vertebrati dal 1839 al 1871.

## Campo di studi
Appassionato ornitologo, descrisse 238 specie di uccelli rinvenuti ed osservati in Svezia nella sua opera Svenska Foglama (1856-57), nonché esaminò la collezione di uccelli di Johan August Wahlberg dell'Africa meridionale.
Si interessò anche di insetti e ragni, descrivendo numerosi generi e famiglie.

## Alcuni taxa descritti
- Acanthisittidae Sundevall, 1872 - famiglia di uccelli
- Coliidae Sundevall, 1836 - famiglia di uccelli
- Gasteracantha Sundevall, 1833 - genere di ragni
- Lycosidae Sundevall, 1833 - famiglia di ragni
- Opiliones Sundevall, 1833 - ordine di aracnidi
- Ploceidae Sundevall, 1836 - famiglia di uccelli
- Solifugae Sundevall, 1833 - ordine di aracnidi
- Theridiidae Sundevall, 1833 - famiglia di ragni
- Thomisidae Sundevall, 1833 - famiglia di ragni

## Taxa denominati in suo onore
- Butorides sundevalli Reichenow, 1877 - uccello della famiglia Ardeidae
- Hemichloea sundevalli Thorell, 1870 - ragno della famiglia Gnaphosidae
- Maso sundevalli Westring, 1851 - ragno della famiglia Linyphiidae
- Nicylla sundevalli Thorell, 1890 - ragno della famiglia Salticidae
- Phacochoerus africanus sundevallii Lönnberg, 1908 - sottospecie di mammifero della famiglia Suidae
- Philantomba monticola sundevalli Fitzinger, 1869 - sottospecie di mammifero della famiglia Bovidae